# Блек спирит
Блек спирит (енгл. Black Spirit) је била италијанска прогресивна рок-група основана 1970. Чланови групе били су Италијани на привременом раду у Немачкој (у граду Фолксбургу), па се група, након неколико релативно успешних концерата по Италији, 1973. преселила у Немачку где је деловала до 1978. То је и један од разлога што се група у музичким круговима води као немачка краут рок група. Група је 1978. издала свој једини, истоимени албум са пет песама под окриљем мале немачке дискографске куће Бруткастен. Албум је објављен у само 1500 примерака и данас је колекционарски раритет, иако је енглеска дискографска кућа Kissing Spell поново објавила албум 1994. Данас су доступне само ЦД-копије у издању немачке куће Ohrwaschl.
Група је до 1978, када је престала са радом, наступала по Немачкој (углавном у Хамбургу и околини), те Данској и Норвешкој.
Музика групе може се окарактерисати као мешавина хард рока (у стилу група Блек сабат и Атомик рустер) и блуза са дискретним назнакама прогресиве и краут рока. Текстови су били на енглеском језику, а звук групе се значајно разликовао од ондашњег лиричног и мелодиозног италијанског прог рока.

## Оригинална постава
- Салваторе Курто (клавијатуре, вокал)
- Никола Чераволо (гитара)
- Ђовани Гранато (бас)
- Ђани Пирас (бубњеви)

## Дискографија
LP 
Black Spirit
Brutkasten (850 006) - Немачка	(1978)	gatefold омот
Kissing Spell (KSLP 9439) - Уједињено Краљевство (1994)	реиздање са различитим омотом

CD
Black Spirit	
Ohrwaschl (OW 023) - Немачка (1993) реиздање албума из 1978.